# Поттс, Рик
Ричард «Рик» Поттс (англ. Richard (Rick) Potts; род. 16 августа 1953 или 1953, Филадельфия, Пенсильвания) — американский палеоантрополог, возглавляющий Human Origins Program Национального музея естественной истории, основателем которой является. В Смитсоновском институте с 1985 года. Возглавляет раскопки на стоянках раннего человека в Африке, руководил проектами на юге и севере Китая.
Окончил Темпльский университет (бакалавр B.A. антропологии, 1975). Получил степень доктора философии по биологической антропологии в Гарвардском университете в 1982 году, затем преподавал антропологию в Йельском университете и работал куратором по физической антропологии в Йельском музее Пибоди (Peabody Museum of Natural History). Учился у Алана Уокера и Erik Trinkaus. Феллоу Американской ассоциации содействия развитию науки (2004). Отмечен Explorer’s Club Lowell Thomas Medal (2005).
Автор книги What Does It Mean To Be Human? (National Geographic, 2010). Публиковался в Science Advances и Science, Journal of Human Evolution.
Увлекается пением.  